# Diane Borsato
Diane Borsato, née en 1973 à Toronto, est une artiste multidisciplinaire canadienne.

## Biographie
Diane Borsato est une artiste visuelle canadienne dont le travail explore les pratiques pédagogiques par la performance, l'intervention, la vidéo, l'installation et la photographie. Ses œuvres multidisciplinaires et socialement engagées sont souvent créées par la mobilisation de groupes distincts de personnes, notamment des professionnels des arts, des artistes et des naturalistes. Son travail a été largement exposé dans des galeries, des musées et des centres d'artistes autogérés au Canada et à l'étranger, dont la Vancouver Art Gallery, la Power Plant Contemporary Art Gallery, la Art Gallery of York University, le Musée national des beaux-arts du Québec, Art Metropole, Mercer Union, le Musée d'Art Contemporain de Montréal et dans des galeries aux États-Unis, en France, en Allemagne, au Mexique, à Taiwan et au Japon.
Borsato a été nommée pour les prix Sobey Art Awards en 2011 et 2013 et récipiendaire du prix Victor Martyn Lynch-Staunton ainsi qu'en 2008 pour ses recherches et ses pratiques dans la catégorie Inter-arts du Conseil des Arts du Canada. En 2013, elle est artiste en résidence au Musée des beaux-arts de l'Ontario où elle a créé des actions, comme Tea Service (Conservators Will Wash the Dishes) et Your Temper, My Weather, qui ont animé les collections et les environnements du musée.
Borsato est professeure agrégée de studio interdisciplinaire à l'Université de Guelph où elle enseigne dans les domaines des médias intégrés 2D, des pratiques étendues et du programme MFA. Elle crée des cours de studio thématiques avancés qui explorent les pratiques sociales et conceptuelles qui ont inclus la nourriture et l'art, des sujets spéciaux sur la marche, le LIVE ART et l' école en plein air.
Borsato est considéré comme à l'avant-garde des pratiques relationnelles, interventionnistes et performatives au Canada. Dans son essai, The Knowing of Diane Borsato, Philip Monk, conservateur et directeur de la Art Gallery of York University, élucide la complexité de sa pratique artistique en disant: "elle pourrait alternativement être décrite comme une artiste de performance, une interventionniste ou une esthéticienne relationnelle. Cependant, aucun de ces éléments ne décrit adéquatement la subtilité, l'intimité et l'absurdité souvent ironique de son travail. L'artiste propose des formes alternatives de connaissances et de processus d'apprentissage qui sont excentriques  - des recherches sur les formes et l'expérience et les limites de la vie quotidienne".

## Éducation
Borsato est diplômé avec distinction de l'Université York et a obtenu un baccalauréat en beaux-arts en studio d'art (1997). Elle détient une maîtrise en beaux-arts de l'Université Concordia en sculpture et nouveaux médias (2001) et une maîtrise en arts de la performance de la Tisch School of the Arts de l'Université de New York (2003).